# Sóng địa chấn
Sóng địa chấn (Seismic wave) là dạng sóng cơ học chứa năng lượng phát sinh từ nguồn chấn động trong đất như động đất, núi lửa, nổ, đập, rung,... và truyền qua các lớp của Trái Đất. 
Khi dao động nhỏ không gây biến dạng môi trường thì nó là sóng đàn hồi (elastic wave). Những nguồn tự nhiên hay nhân tạo không kiểm soát thì tạo ra sóng biên độ nhỏ thường được gọi là vi địa chấn (microtremor) hay rung chấn môi trường (ambient vibration).
Tốc độ truyền của sóng phụ thuộc vào mật độ và độ đàn hồi của môi trường, có xu hướng tăng theo độ sâu. Tốc độ sóng dọc P thay đổi từ 0,33 km/s trong không khí, 0,3 - 1,5 km/s ở lớp trên mặt đất, 1,45 km/s trong nước, 1,5 – 8 km/s ở vỏ Trái Đất đến 13 km/s ở quyển manti.
Các nguồn chấn động tạo ra các loại sóng khác nhau với tốc độ truyền khác nhau. Sóng có thể lan truyền trên mặt thoáng của thạch quyển - thủy quyển, hoặc xuống dưới sâu. Khi gặp một ranh giới địa chấn thì xảy ra sự khúc xạ hoặc phản xạ của sóng địa chấn, và điều này được sử dụng trong Địa vật lý để nghiên cứu cấu trúc của phần bên trong của Trái Đất.

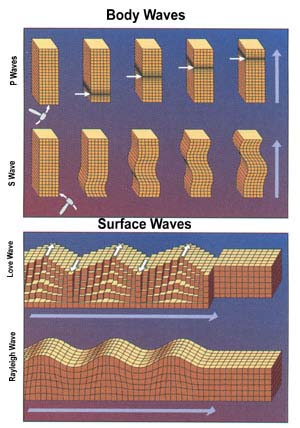
Sóng khối: P, S, và sóng mặt: Love, Rayleigh

- Vật lý Địa cầu sử dụng các quan sát ở Trạm quan sát địa chấn bằng địa chấn kế (seismometer) hoặc gia tốc kế (accelerometer), đo đạc cường độ và sự khác nhau về thời gian truyền các loại sóng để xác định vị trí và cường độ nguồn của chấn tâm (hypocenter), cũng như để nghiên cứu cấu trúc trong lòng Trái Đất.
- Địa vật lý thăm dò sử dụng nguồn phát sóng nhỏ và thu nhận sóng bằng các đầu thu sóng địa chấn (geophone) hay đầu thu sóng địa chấn trong nước (hydrophone) và ghi bằng máy ghi địa chấn (seismograph) hoặc máy ghi chuyên dụng khác, để điều tra cấu trúc nông bên dưới mặt đất mặt nước, phục vụ các dạng khảo sát địa chất và tìm kiếm khoáng sản.

## Các loại sóng địa chấn
Sự khác nhau về cách thức lan truyền, đặc trưng dao động của phần tử môi trường,... dẫn đến việc phân chia ra các loại sóng địa chấn. Sự khác biệt lớn nhất là giữa sóng khối (Body waves) và sóng mặt (Surface waves).
- Sóng khối lan truyền qua phần bên trong của Trái Đất. Sóng mặt lan truyền trên bề mặt, là mặt tiếp giáp giữa các pha của vật chất là rắn-không khí, nước-không khí, và rắn-lỏng.
- Sóng mặt suy giảm chậm hơn với khoảng cách so với các sóng khối.
- Chuyển động hạt môi trường của sóng mặt lớn hơn của sóng khối, do đó khi động đất thì sóng trên bề mặt có xu hướng gây ra nhiều thiệt hại.

Những nghiên cứu về sóng địa chấn cũng được áp dụng cho địa chấn trên các hành tinh (Asteroseismology).

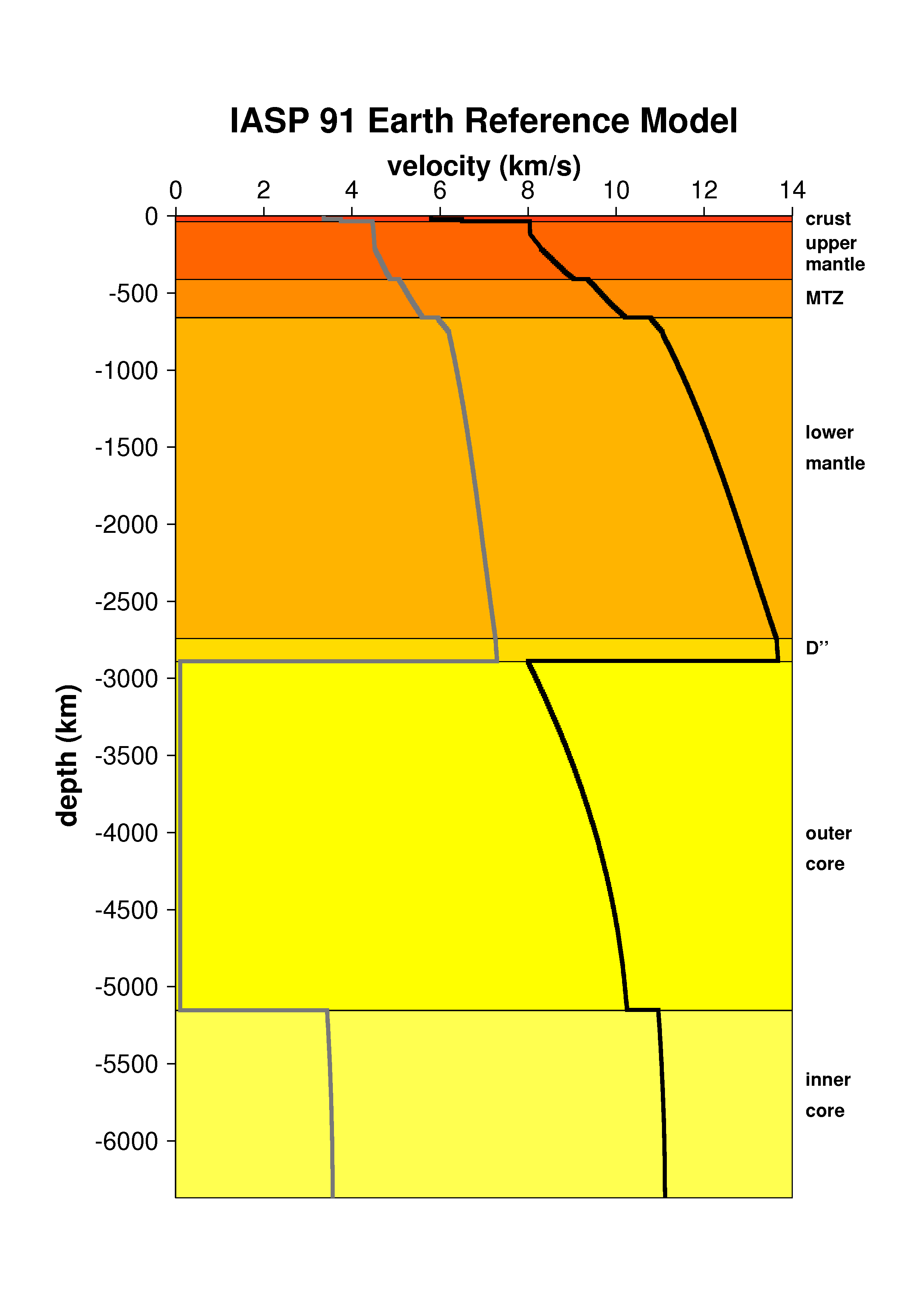
Sự thay đổi theo độ sâu của tốc độ truyền sóng P (đen) và sóng S (xám), theo mô hình IASP91

### Sóng khối
Sóng khối (Body waves) truyền qua phần bên trong của Trái Đất. Nó tạo ra đường tia sóng (raypath) khúc xạ do các thay đổi mật độ và modul (độ cứng) ở phần bên trong của Trái Đất. Mật độ và modul thay đổi tùy theo nhiệt độ, thành phần, và pha của vật chất. Hiệu ứng này tương tự như sự khúc xạ của sóng ánh sáng.

#### Sóng sơ cấp, sóng dọc P
Sóng sơ cấp (Primary waves) hay sóng P, sóng dọc, sóng nén là sóng có phương dao động của hạt môi trường xảy ra dọc theo phương truyền. Sóng P là sóng áp suất, truyền nhanh hơn sóng khác. Trong quan sát động đất nó đến trạm địa chấn đầu tiên, nên có tên là sơ cấp (Primary). Sóng này có thể đi qua loại vật liệu bất kỳ, gồm cả chất lỏng, khí, và có thể truyền nhanh gần gấp đôi so với tốc độ của sóng S. Tốc độ truyền sóng dọc Vp xác định theo công thức:
{\displaystyle v_{p}={\sqrt {\frac {K+{\frac {4}{3}}G}{\rho }}}}
trong đố K là modul đàn hồi hay modul nén (Bulk Modulus), G là modul ngang hay modul trượt (Shear modulus), và {\displaystyle \rho } là mật độ tự nhiên tính ra (Mg/m³ hoặc g/cm³).
Trong không khí và nước, chúng có dạng sóng âm thanh. Tốc độ lan truyền sóng P là 330 m/s trong không khí, 1450 m/s trong nước, khoảng 5000 m/s trong đá granit, trên 8000 m/s trong quyển manti và lõi. Trong địa vật lý thăm dò quen dùng thuật ngữ sóng dọc để chỉ sóng P.

#### Sóng thứ cấp, sóng ngang S
Sóng thứ cấp (Secondary waves) hay sóng ngang (Tranverse waves), sóng cắt (shear wave), sóng S, là sóng có phương dao động của hạt môi trường ngang theo phương truyền. Sóng S truyền chậm hơn sóng P, giá trị thường cỡ 60% tốc độ sóng P ở cùng môi trường đó. Trong quan sát động đất nó đến trạm địa chấn sau sóng P, nên có tên là thứ cấp (Secondary). Sóng S chỉ truyền trong chất rắn hoặc thể vô định hình gần rắn, không truyền qua chất lỏng và khí. Tốc độ truyền sóng ngang Vs xác định theo công thức:
{\displaystyle v_{S}={\sqrt {\frac {G}{\rho }}}}
Các tham số điển hình của đất đá ở Trái Đất cho ra tỷ số {\displaystyle v_{p}/v_{s}} vào cỡ {\displaystyle {\sqrt {3}}}.
Trong địa vật lý thăm dò thường dùng thuật ngữ sóng ngang để chỉ sóng S. Trong những đo đạc nhất định còn phân biệt sóng theo phương dao động:
- Sóng ngang SH (Shear Horizontal) có phương dao động hạt nằm ngang;
- Sóng ngang SV (Shear Vertical) có phương dao động hạt gần thẳng đứng.

### Sóng mặt
Sóng mặt (Surface waves) lan truyền trên bề mặt, là mặt tiếp giáp giữa các pha của vật chất là rắn-không khí, nước-không khí, và rắn-lỏng. Bùn nhão phủ trên đá cứng có thể xem là gần lỏng và sóng mặt xuất hiện ở mặt đá cứng. Sóng mặt lan truyền chậm hơn sóng khối (P và S), và dao động của hạt môi trường có dạng phức tạp, nhưng biên độ giảm dần theo độ sâu. Trong trận động đất mạnh, sóng mặt có thể có biên độ của một vài cm, và là sóng gây phá hủy.

#### Sóng Rayleigh
Sóng Rayleigh, còn gọi là rung cuộn mặt đất (Ground roll), là sóng mặt lan truyền có gợn sóng tương tự như sóng trên mặt nước (chú ý rằng, tuy nhiên ở sóng mặt nước các chuyển động hạt ở tầng nước nông là ngược dòng và lực khôi phục là lực hấp dẫn, còn trong Rayleigh và sóng địa chấn khác thì lực khôi phục là lực đàn hồi).
Sự tồn tại của các sóng này được John William Strutt, Lord Rayleigh, dự báo vào năm 1885, và sau đó đặt theo tên ông. Sóng truyền chậm hơn sóng khối, vào khoảng 90% tốc độ sóng S cho môi trường đàn hồi đồng nhất điển hình. Trong môi trường phân lớp (như lớp vỏ và lớp manti trên) tốc độ sóng Rayleigh phụ thuộc vào tần số và bước sóng.

#### Sóng Love
Sóng Love là sóng mặt ngang phân cực ngang (sóng SH), chỉ xuất hiện trong môi trường nừa không gian vô hạn bị phủ bởi một lớp có bề dày hữu hạn. Chúng được đặt tên theo nhà toán học người Anh A.E.H. Love, người tạo ra một mô hình toán học của sóng năm 1911. Sóng lan nhanh hơn sóng Rayleigh một chút, vào khoảng 90% tốc độ sóng S, và có biên độ lớn nhất.

#### Sóng Stoneley
Sóng Stoneley là một loại sóng Rayleigh biên độ lớn lan truyền dọc theo ranh giới rắn-lỏng, hoặc trong điều kiện cụ thể có thể lan truyền dọc theo ranh giới rắn-rắn. Chúng có thể được tạo ra dọc theo thành hố khoan chứa đầy dung dịch khoan, và là nguồn nhiễu đồng bộ chính trong Địa chấn mặt cắt thẳng đứng (Vertical Seismic Profiling, VSP), cũng như tạo thành phần tần số thấp của nguồn trong phép đo âm thanh hố khoan (sonic logging). Phương trình sóng Stoneley lần đầu tiên được Robert Stoneley ở Đại học Cambridge đưa ra.

Sự lan truyền của sóng địa chấn và các ranh giới ở trong lòng Trái Đất

## Sự lan truyền sóng trong lòngTrái Đất
Mật độ các loại đá tăng dần vào tâm Trái Đất, dẫn đến tốc độ truyền sóng tăng dần. Theo định luật Snell tại các ranh giới xảy ra khúc xạ sóng, còn trong lớp thì tia sóng cong.
Khi một trận động đất xảy ra, ở gần tâm chấn có thể ghi lại cả hai sóng P và sóng S, nhưng ở khoảng cách lớn không còn phát hiện các tần số cao của sóng S đầu tiên. Vì rằng sóng ngang không thể truyền qua chất lỏng, hiện tượng này là bằng chứng ban đầu, và đến nay các quan sát đủ xác lập rằng Trái Đất có lõi ngoài lỏng, như R. D. Oldham đã chứng minh.
Các quan sát địa chấn như vậy cũng xác định rằng Mặt Trăng có một lõi rắn, mặc dù các nghiên cứu trắc địa gần đây lại cho ra lõi vẫn là nóng chảy.

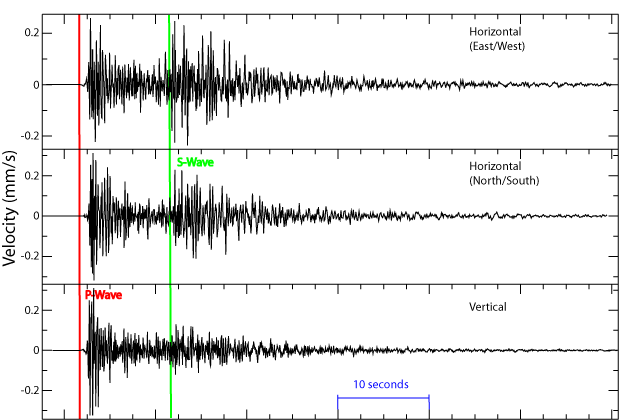
Sóng P và S từ một băng địa chấn

## Đối tượng nghiên cứu
- Thạch quyển
- Trái Đất